# Lushomo Mweemba
Lushomo Mweemba (født 10. april 2001) er en zambisk fodboldspiller.
Hun repræsenterede Zambia ved sommer-OL 2020 i Tokyo, hvor hendes hold blev elimineret i gruppespillet.
Mweemba blev udnævnt til Zambias trup til VM i fodbold for kvinder 2023.